# Star TVE HD
Star TVE HD é um canal de Radio y Televisión Española, S.A., S.M.E., que emite para a América séries de ficção e entretenimento em alta definição através de satélites.
Seu principal competidor é o canal Atreseries Internacional do grupo Atresmedia.

## História
Coincidindo com os 25 anos da TVE Internacional, a RTVE estreou em princípios de agosto de 2015 (inicialmente com apenas de oito horas de programação), um novo canal temático chamado Star TVE HD, direcionado ao público americano. A partir da data definitiva de seu lançamento, no primeiro semestre de 2016, o sinal será codificada da mesma forma, que os canais TVE Internacional e 24 Horas e distribuída, através das diferentes operadoras de televisão por assinatura americanas.

## Programação
Sua programação, consta principalmente de séries de ficção e entretenimento, que têm conseguido sucesso nacional e internacional. Alguns exemplos são Isabel, Grande reserva, A senhora, Os mistérios de Laura, Conta-me como passou, Águia vermelha e O ministério do tempo, no âmbito de ficção, e Espanhóis no mundo, Destino Espanha, Comando actualidade e Um país para lho comer, no âmbito do entretenimento.